# ارل هیگن
ارل هیگن (انگلیسی: Earle Hagen؛ ۹ ژوئیهٔ ۱۹۱۹ – ۲۶ مهٔ ۲۰۰۸) یک آهنگساز اهل ایالات متحده آمریکا بود. وی بین سال‌های ۱۹۳۹ تا ۲۰۰۸ میلادی فعالیت می‌کرد.
از فیلم‌ها یا مجموعه‌های تلویزیونی که وی در آن‌ها نقش داشته است می‌توان به اندی گریفیت شو و گومر پایل، یو.اس.ام.سی. اشاره نمود.